# Boek der vragen (Neruda)
Boek der vragen is een dichtbundel van Pablo Neruda. Neruda werkte aan het boek tot aan zijn sterfdag 23 september 1973. Hij was van plan het boek nog zelf te begeleiden tot de uitgifte ervan in 1974, maar overleed daarvoor. Door de staatsgreep in Chili werd het voor het eerste uitgegeven in Argentinië. De titel “Boek der vragen” is een exacte weergave van wat het is. In 74 gedichten worden 314 vragen gesteld, die op het eerste oog simpel lijken, maar waar niemand eigenlijk het antwoord op weet. Een volledige Nederlandse vertaling liet tot 2004 op zich wachten, 2004 was het jaar van de viering van de 100e geboortedag van de schrijver. 
De Finse componist Kalevi Aho gebruikte een gedeelte van de gedichten om zijn liederencyclus met dezelfde titel te componeren.